# Dectocraspedon
Dectocraspedon is een geslacht van vlinders van de familie spinneruilen (Erebidae), uit de onderfamilie Herminiinae.

## Soorten
- D. braziliensis Schaus, 1916
- D. latefasciata Schaus, 1916
- D. lichenea Hampson
- D. obtusalis Schaus, 1916